# 馬什納 (科羅斯特舍夫區)
50°13′46″N 29°8′3″E / 50.22944°N 29.13417°E
馬什納（烏克蘭語：Машина）是烏克蘭北部的村莊，隸屬日托米爾州的日托米爾區。該村面積0.46平方公里，海拔高度200米，2001年人口60，人口密度每平方公里130.72人。